# Adolphe Appia

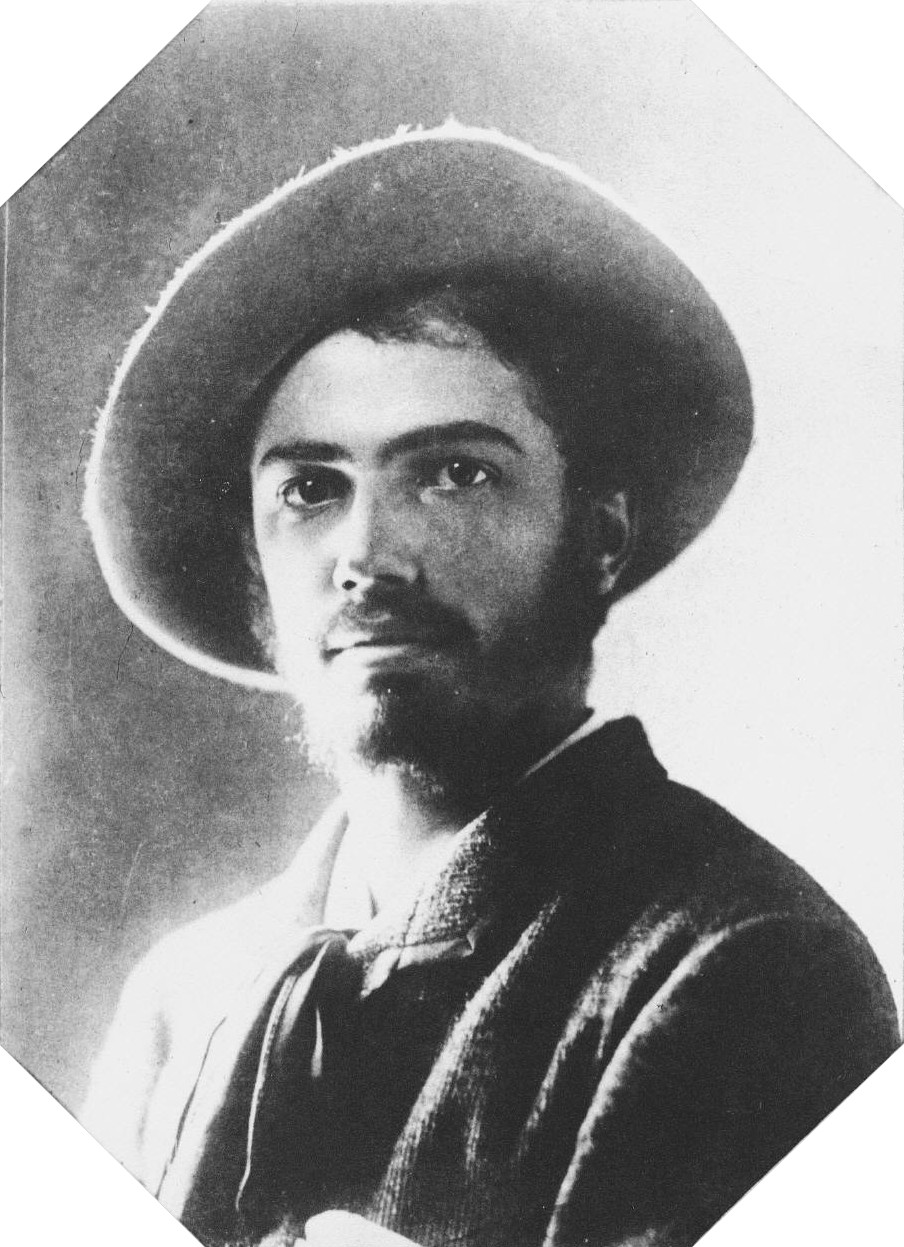
Adolphe Appia um 1882

Adolphe François Appia (* 1. September 1862 in Genf; † 29. Februar 1928 in Nyon) war ein Schweizer Bühnenbildner und Theoretiker. Er ist ein Sohn von Louis Appia, einem Mitbegründer des Internationalen Komitees vom Roten Kreuz.

## Leben

### Erste Begegnung mit dem Theater
Adolphe Appia war bereits früh vom Theater fasziniert, konnte jedoch, aufgrund seines streng calvinistischen Elternhauses, welches zum Theater eine sehr ablehnende Haltung hatte, erst im Alter von 16 Jahren eine Aufführung besuchen. Es handelte sich hierbei um eine Inszenierung von Charles Gounods Faust, die er im Rahmen seines Musikstudiums (von seinen Eltern nur widerwillig erlaubt), im großen Theater von Genf, das als das schönste seiner Zeit galt, besuchen durfte. Aber im Gegensatz zum jungen Ludwig von Bayern war bei ihm die Ernüchterung grenzenlos. Appia war von der Aufführung enttäuscht, vor allem die Fadenscheinigkeit des damals üblichen perspektivischen, illusionistischen Bühnenbildes störte ihn. Dieses suggerierte eine Dreidimensionalität, die gebrochen wurde, sobald ein Schauspieler die Bühne betrat. (Der Schauspieler bespielt schließlich einen wirklichen, dreidimensionalen Raum, wodurch, aufgrund perspektivischer Verschiebungen, eine Diskrepanz zwischen Schauspieler  und Bühnenbild entsteht.)

### Begegnung mit den Werken Richard Wagners
Appia studierte in Genf, Paris, Leipzig und Dresden Musik und war im Besonderen von den Werken Richard Wagners angetan, der mit seinen späteren Opern eine neue Kunstform, das Musikdrama, schuf. Außerdem erneuerte Wagner mit seinem Festspielhaus in Bayreuth auch den Theaterbau.
Die erste Wagner-Aufführung, die Appia – noch zu Wagners Lebzeiten – sah, war eine Inszenierung von Parsifal in Bayreuth, 1882. Ein Biograph beschrieb dieses Erlebnis folgendermaßen:

«Er ist hingerissen von der dramatischen Musik, er sieht im Wagnerschen Musikdrama das Schauspiel der Zukunft; er bewundert das versteckte Orchester, den amphitheatralischen Zuschauerraum und dessen Verdunkelung während der Aufführung. Die Bühne erscheint ihm jedoch als ein riesiges Schlüsselloch, durch das man in indiskreter Weise Geheimnisse erfährt, die nicht für einen bestimmt sind; die Bayreuther Dekorationen, Kostüme und Lichteffekte sind trotz des größeren Luxus genauso konventionell wie die Genfer.»

Es handelt sich also abermals um eine Umsetzung, die durch das perspektivische Bühnenbild beherrscht wurde. Appia empfand deswegen eine krasse Diskrepanz zwischen dem außerordentlichen Werk Wagners und der recht konventionellen Inszenierung. Er beschäftigte sich von nun an intensiv mit der Umsetzung der Werke Wagners. Diese Beschäftigung wurde vor allem durch die Freundschaft mit Houston Stewart Chamberlain, einem überzeugten Wagnerianer, gefördert, der ihm durch seine Kontakte Zugang «hinter die Kulissen» des Theaters verschaffte. 1889 bis 1890 war Appia in Dresden Lehrling bei Hugo Bähr, dem «Vater des Lichts», der für seine Beleuchtungsexperimente im deutschen Theater bekannt war und dessen Innovationen auch in Bayreuth zum Einsatz kamen.

### Erste Schriften und Skizzen

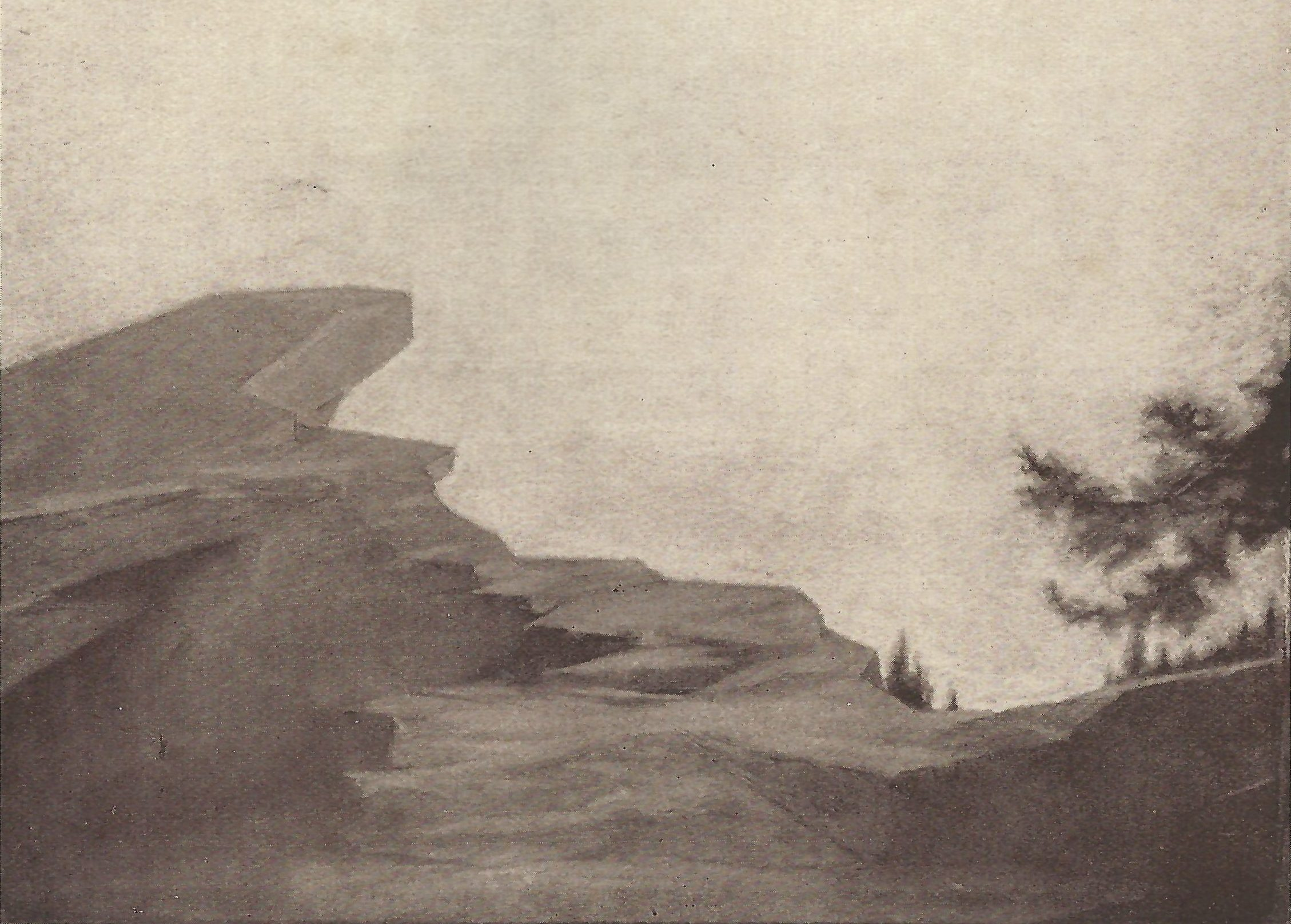
Bühnenbild Appias von 1892 für Die Walküre

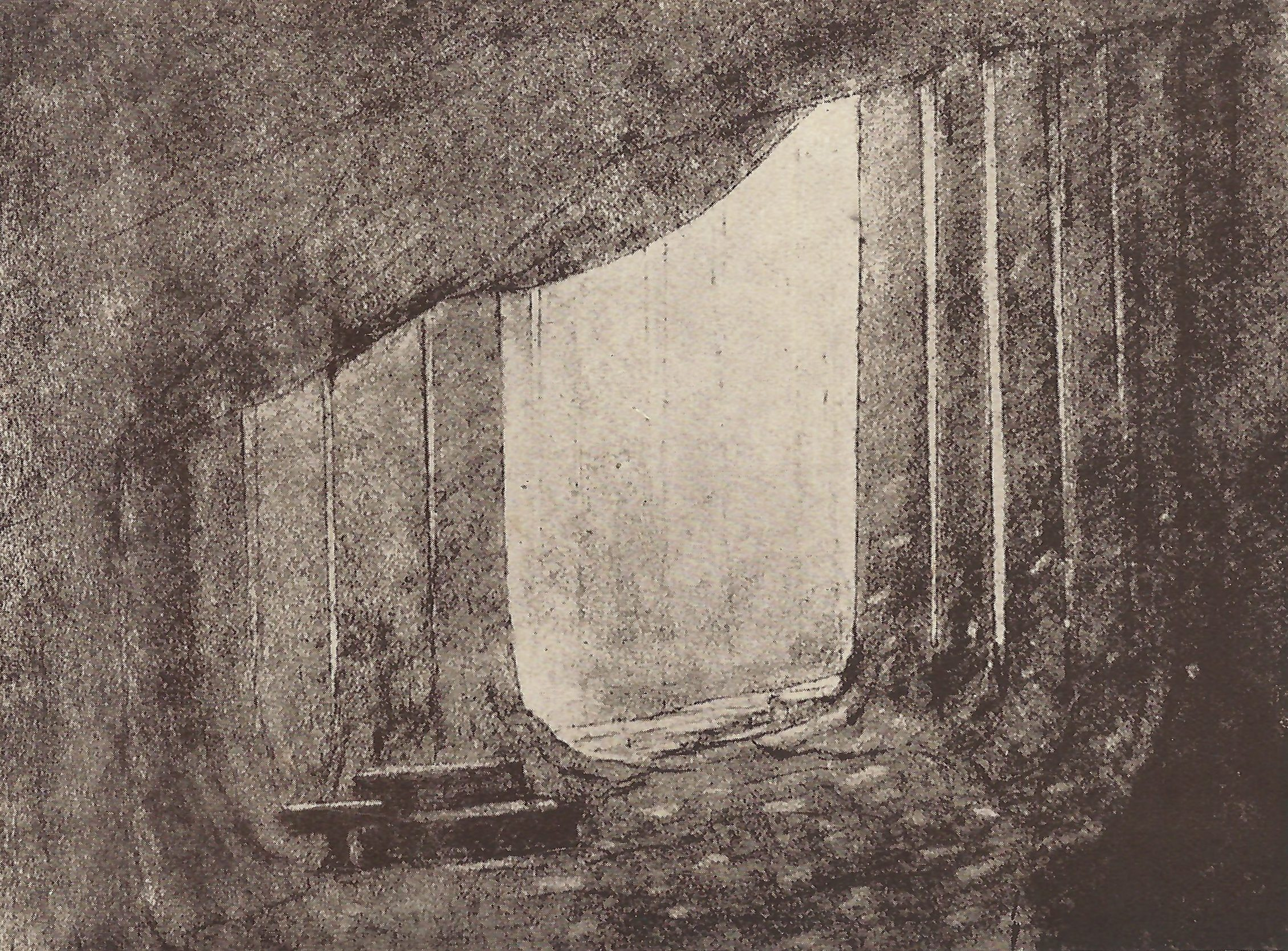
II. Akt von Ibsens Klein Eyolf

1891/1892 fertigte Appia Regiebücher und Skizzen zu Wagners Ring des Nibelungen, den Meistersingern und zu Tristan und Isolde an. Von diesen Skizzen ausgehend, begann er schließlich auch Theorien zur Bühnenpraxis zu formulieren: 1895 verfasste er seine erste Reformschrift La mise en scène du drame wagnérien, der 1899 sein Hauptwerk Die Musik und die Inscenierung folgte, in welchem er das Zusammenspiel der Bewegung des Schauspielers, des Raumes und des Lichts forderte. Der Bühnenraum sollte ebenso dreidimensional erscheinen und wahrnehmbar sein, wie der Körper des Schauspielers selbst.
Appia behauptete, dass das perspektivische Bühnenbild die Theaterpraxis beherrsche. Der Schauspieler müsse seine Bewegungen immer dem Bühnenbild unterordnen, um die davon erzeugte Illusion aufrechtzuerhalten, und werde dadurch im Wesentlichen eingeengt. Die Lösung für dieses Problem war für Appia die Festlegung einer strengen Hierarchie: Komponist–Musik–Darsteller–Bühnenbild. Appia behauptet, im Werk des Komponisten – Dramatikers (er bezog sich hierbei vor allem auf Wagners Werke) sei schon jegliches Element der Inszenierung erhalten. Dessen Musik diktiere den Rhythmus «der Inszenierung, während zur gleichen Zeit das Libretto die vom Darsteller geforderten Handlungen» diktiere.

«Die Handlungen, die der Musik untergeordnet sind, finden in einem bestimmten Raum statt (wie auch in einer bestimmten Zeit), und dieser Raum wiederum, stellt dem Schauspieler das Terrain und die Gegenstände zur Verfügung, die er für seine Bewegungen und seine Gesten braucht. Auf diese Weise wird – sagt Appia – die Musik,  die bereits die Zeit der Aufführung kontrolliert, auch den Raum kontrollieren: durch die Vermittlung des Schauspielers wird sie gleichsam in den Raum transportiert und nimmt körperliche Gestalt an.»

So unterwirft sich der Raum nicht mehr dem Bühnenbild, sondern der Absicht des Komponisten bzw. Dramatikers selbst, indem er durch die vom Libretto geforderten Handlungen vom Schauspieler erschlossen wird. In dieser Hierarchie richtet sich also das Bühnenbild nach der Inszenierung und nicht die Inszenierung nach dem Bühnenbild. Das Bühnenbild selber sollte aus plastischen Gegenständen bestehen, die dann auch bespielt werden können. Appia forderte jedoch keine naturalistischen Bühnenbilder. Der Ort im Theater sollte keine Abbildung eines echten Ortes, sondern «die mit einfachsten Mitteln erzeugte Andeutung eines künstlerisch angemessenen Ortes». Appia machte außerdem einige Überlegungen zum Bühnenlicht. Er unterschied zwischen:
- Diffusem bzw. verteiltem Licht: Dieses stellt eine Grundierung da und ist neutral. Seine Funktion ist es den Bühnenraum zu erhellen.
- Gestaltendem bzw. schöpferischen Licht: Dieses besteht aus unterschiedlichen, auch mobilen Strahlen und hat die Fähigkeit, Gegenstände auf der Bühne erscheinen und wieder verschwinden zu lassen.

In der Theaterpraxis zu Appias Zeit war die Bühne vom Rampenlicht derartig erleuchtet, dass das Licht nicht mehr gestalterisch wirkte, da schließlich keine Schatten entstehen konnten. Die einzig vorhandenen Schatten waren stattdessen die gemalten des Bühnenbildes.
Appia ging mit seinen auf derartige Überlegungen beruhenden Entwürfen nach Bayreuth. Sein Freund Chamberlain konnte ein Gespräch mit Cosima Wagner organisieren, die Appias Ideen jedoch ablehnte.

### Erste Inszenierung
Im Zuge seiner Bekanntschaft mit der Gräfin Renée de Bearn, hatte Appia 1903 die Möglichkeit, erstmals seine Theorien in die Praxis umzusetzen. In Paris, im Privattheater der Gräfin verwirklichte er Teile von Robert Schumanns Manfred und Georges Bizets Carmen. Die Inszenierungen, in denen Appia vor allem mit einem Raum aus ausschließlich dreidimensionalen Gegenständen und «gestaltendem» Licht arbeitete, erweckte großes Interesse und war ein voller Erfolg. Dennoch kam es, auf Grund einer Rivalität mit dem, ebenfalls im Umfeld der Gräfin wirkenden, spanischen Maler und Beleuchtungsexperten Mariano Fortuny, zu keinen weiteren Aufführungen. Abermals wurde Appia der Zugang zur praktischen Arbeit mit Theater verwehrt.

### Begegnung mit Dalcroze
1906 begegnete Appia Émile Jaques-Dalcroze. Appia war von dessen System rhythmischer Übungen beeindruckt und sah in seiner Rhythmischen Gymnastik großes Potential für das Theater. «Appia spürte […], dass die Rhythmische Gymnastik ihm die Lösung bieten könnte für ein Problem, mit dem er sich früher befasst hatte: wie das Zeitliche systematisch in Körperlichkeit umgewandelt werden kann, die musikalische Zeit und die auf ihr beruhende Körperbewegung in den dreidimensionalen Raum übertragen werden können.»
Appia erlernte selbst noch die Rhythmische Gymnastik und konnte Dalcroze überreden den flachen Bereich, in denen die Übungen stattfanden, durch Treppen und Plattformen zu erweitern. Appia entwarf schließlich der Methode der Rhythmischen Erziehung kontrapunktische Architekturen, die «Espaces rythmiques» (Rhythmische Räume), welche mit ihren scharfen Linien und ihrer Starre ein Gegensatz zu den Feinheiten der Schauspielerkörper bildete. Dalcroze verstand unter Rhythmischer Gymnastik, im Gegensatz zu Appia, jedoch keine «Technik oder Schauspiel» und konnte erst nach und nach von Appia von der künstlerischen Relevanz seiner Übungen überzeugt werden. 1910 erhielt Dalcroze die Möglichkeit, in der neugegründeten Gartenstadt Hellerau eine Schule für Rhythmische Gymnastik zu gründen. Appia wurde hierbei von ihm als bildkünstlerischer Berater herangezogen und konnte somit schon die Planung des Festspielhauses beeinflussen. Außerdem überredete er Dalcroze, anstelle der üblichen Guckkasten-Bühne einen Raum zu schaffen, «in dem Zuschauerbereich und Spielfläche ineinander übergehen und nur fallweise durch einen absenkbaren Orchestergraben zu trennen sind». Das Aufheben der Trennung zwischen Spielfläche und Zuschauerraum war für Appia auch eine gesellschaftliche Geste. Sie brachte den Zuseher in eine neue Position, in der er nicht mehr passiver Konsument war, sondern sich aktiv am Stück beteiligte – «Theater war nicht länger eine Illusion, die man sich ansah, sondern ein reales Ereignis, das man erlebte.»

### Weiteres Wirken
Appia realisierte mit Dalcroze bis 1914 Aufführungen in Hellerau bei Dresden und entwarf dort den großen Saal der Bildungsanstalt Jaques-Dalcroze (heute: Festspielhaus Hellerau). 1912 inszenierte er die Oper Orpheus und Eurydike von Christoph Willibald Gluck in Hellerau. Mit Arturo Toscanini brachte er 1923 Tristan und Isolde auf die Bühne der Mailänder Scala und schuf danach Bühnenbilder für Wagners Rheingold und Walküre.

## Zitate
«Wir wollen auf der Bühne die Dinge nicht mehr so sehen, wie wir wissen, daß sie sind, sondern so, wie wir sie empfinden.»

«Appia hat mir den Mut gegeben, das zu tun, was ich mache. Er ist für uns alle im modernen Theater sehr wichtig. Sein Theater ist architektonisch konstruiert, mit einer unverhüllten Dynamik und schönen Proportionen. Sein Licht für die Bühne ist von der Architektur her gedacht, mit starken, kraftvollen Linien. Er hat ein komplettes Vokabular für das Theater entwickelt.»

«Appia hat uns neue Wege eröffnet. Er hat uns zur Größe zurückgeführt und zu den ewigen Prinzipien. Er war Musiker und Architekt und hat uns gelehrt, dass die musikalische Dauer, die die dramatische Handlung einhüllt, bestimmt und regelt, gleichzeitig den Raum entstehen lässt, in dem die Handlung sich abspielt.»

2006 erschien die erste deutschsprachige Monographie über den Bühnenrevolutionär.

«Statt einer aus Pappe, Stoff und Draht zusammengeleimten und vorsintflutlich beleuchteten ‹Illusionsbühne› forderte Appia ‹rhythmische Räume›, in denen die Musik die Quelle der Inszenierung sein müsse; statt Pseudowirklichkeit wollte er einen Bühnenraum kreieren, der die Wahrnehmung erweitert. Die Wirkungen dieser Reformen, von Emil Preetorius über Wieland Wagner bis zu Robert Wilson, sind bekannter als Appias Schriften selbst. […] Faszinierend nachvollziehbar wird, dass Appia seiner Zeit um ein halbes Jahrhundert voraus war. Noch in den zwanziger Jahren musste er sich den Vorwurf gefallen lassen, seine für Toscanini entworfene ‹Tristan›-Szenerie sei ‹lächerlich, beschämend, prätentiös und deprimierend für das Auge›.»

## Schriften
- La mise en scène du Drame Wagnerien. Paris 1895
- Die Musik und die Inscenierung. München 1899
- Über das Bayreuther Festspielhaus. (1902) In: Herbert Barth: Richard Wagners Werk in Bayreuth. 1876–1976. München 1976 (S. 99–103)